# Brassavola gardneri
Brassavola gardneri är en orkidéart som beskrevs av Célestin Alfred Cogniaux. Brassavola gardneri ingår i släktet Brassavola och familjen orkidéer. Inga underarter finns listade i Catalogue of Life.

## Bildgalleri

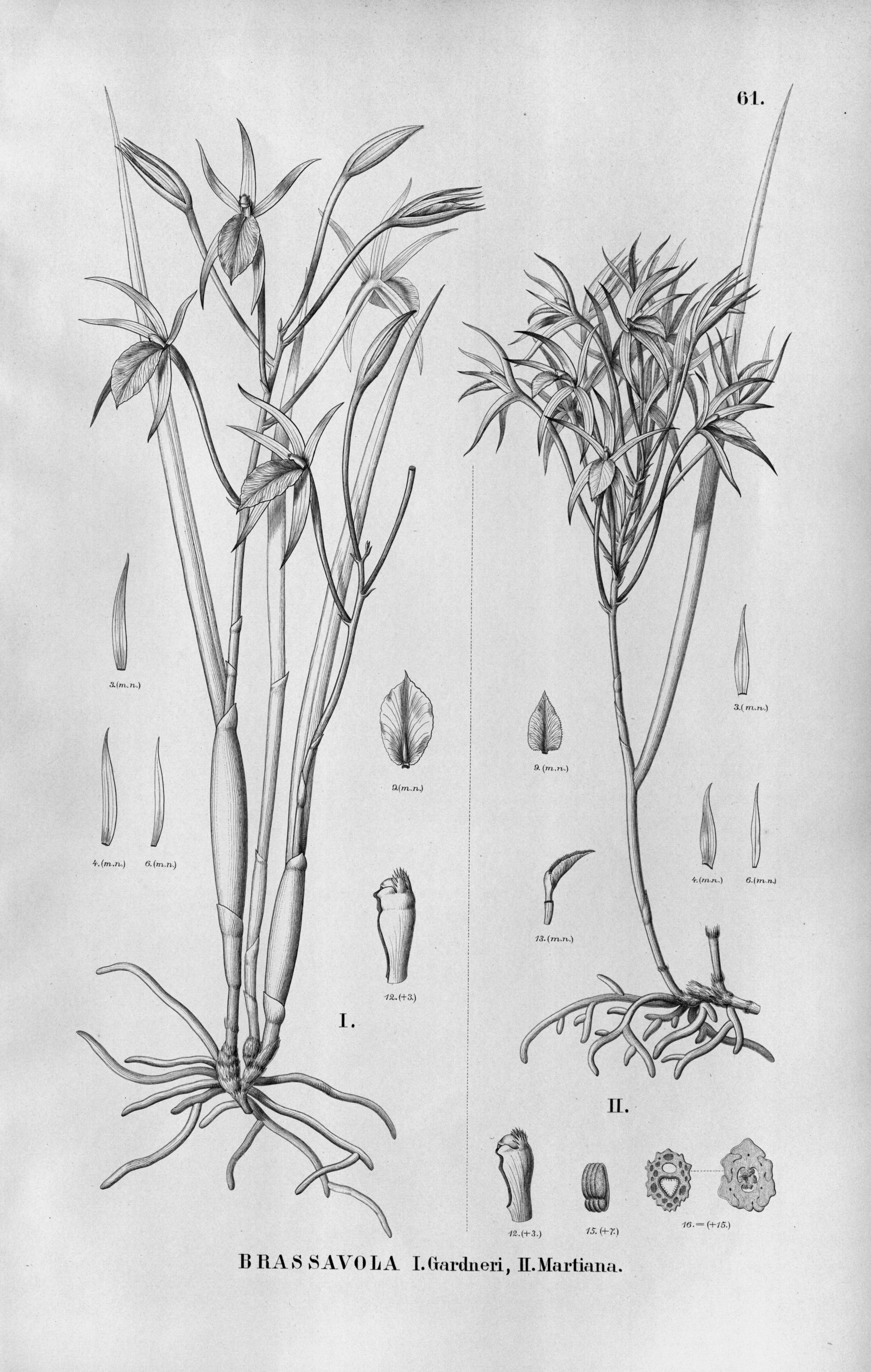